# إنجر ميلر
إنجر ميلر (بالإنجليزية: Inger Miller) (و. 1972  م) هي عداءة سريعة، ومنافسة ألعاب القوى أمريكية، ولدت في لوس أنجلوس، شاركت في الألعاب الأولمبية الصيفية 1996.

## التعليم
تعلمت في جامعة كاليفورنيا الجنوبية.

## روابط خارجية
- إنجر ميلر على موقع الاتحاد الدولي لألعاب القوى (الإنجليزية)
- إنجر ميلر على موقع أوليمبيديا (الإنجليزية)